# 28 av. J.-C.
Cette page concerne l'année 28 av. J.-C. du calendrier julien.

## Événements
- 9 octobre : dédicace du temple d'Apollon Palatin à Rome, inspiré du modèle alexandrin[1]. Institution de la bibliothèque du Temple d'Apollon Palatin[2].

- Octavien abolit solennellement les actes du triumvirat[3].
- Marcus Vipsanius Agrippa épouse en secondes noces Claudia Marcella l’Aînée, fille d'Octavia Minor et nièce du futur empereur Auguste[4].
- Pacification de l'Aquitaine[5].
- L’Italie compte 4 063 000 citoyens[6].
- Fin de l'ère Jianshi et début de l'ère Heping de l'Empereur Han Chengdi en Chine de la Dynastie Han.